# Mary Ingalls
Mary Amelia Ingalls (10. januar 1865 – 20. oktober 1928) blev født nær byen Pepin, Wisconsin. Hun var det første barn af Caroline Ingalls og Charles Ingalls. Hun var den ældre søster til forfatteren Laura Ingalls Wilder, som er bedst kendt for sin Det Lille Hus på Prærien-bogserie.
I en alder af fjorten år led Ingalls af en sygdom (skiftevis beskrevet som skarlagensfeber, "et alvorligt tilfælde af mæslinger" og af et slagtilfælde. Beskrevet i hendes søsters uudgivne memoirer, Pioneer Girl). Resultatet var livslang blindhed . Mellem 1881 og 1889 gik hun på "Iowa College for  Blinde" i Vinton, Iowa.
Der var et år med interimsundersøgelser, hvor hun ikke deltog i skolen, og de historiske dokumenter er tavse om hvorfor, men hun blev færdig med syv års studier i 1889 og dimitterede.  Derefter vendte hun hjem til De Smet, South Dakota og boede sammen med sine forældre ind til deres død. Senere boede hun sammen med sin søster, Grace Ingalls og derefter Carrie Ingalls. I modsætning til karakteren i Det Lille Hus på Prærien blev hun aldrig gift og heller ikke underviser for blinde. Hun døde den 20. oktober 1928 i en alder af 63 som følge af lungebetændelse og komplikationer fra et slagtilfælde. Hun blev begravet på De Smet-kirkegård.

## Media
I tv-serien, Det Lille Hus på Prærien, som var baseret på hendes søsters bøger, blev hun portrætteret af Melissa Sue Anderson (1974-1981). I senere præsentationer baseret på samme bøger blev hun spillet af Barbara Jane Bunker (1997) og Danielle Chuchran (2005). 

## Eksterne links
- Mary Ingalls at Rootsweb
- "Mary Ingalls Era 1877-1889." Vinton School for the Blind.